# Baisaq
Baisaq (kasachisch Байзақ, russisch Байзак) ist ein Ort im Südwesten des Gebietes Schambyl in Kasachstan.

## Geografie
Baisaq befindet sich im Süden Kasachstans im Gebiet Schambyl. Der Ort gehört zum Audan Baisaq und liegt etwa einen Kilometer östlich von Sarykemer und ist rund 14 Kilometer vom Stadtzentrum von Taras entfernt. Östlich von Baisaq durchfließt der Fluss Talas die Gegend; dieser trennt Baisaq von Sarykemer und dessen Wasser wird in der Umgebung intensiv zur Bewässerung in der Landwirtschaft genutzt. Im Südosten des Ortes erheben sich bereits die Ausläufer des Kirgisischen Gebirges.
Das Klima in Baisaq ist ein sommerheißes trockenes Kontinentalklima. Die Jahresdurchschnittstemperatur liegt bei etwa 11 °C, im Durchschnitt fallen im Jahr etwas mehr als 400 Millimeter Niederschlag. Die Sommer sind warm und angenehm mit wenig Niederschlag. Der Juli ist der wärmste Monat des Jahres, die durchschnittlichen Temperaturen liegen dann bei 26 °C. Der Januar ist mit einer durchschnittlichen Temperatur von −3 °C der kälteste Monat. Ein Großteil der Niederschlagsmenge fällt im Winter und Frühling.

## Geschichte
Der Ort wurde am 4. Mai 1993 durch die Zusammenlegung der bisher eigenständigen Dörfer Krasnaja Sarja und Kenes gebildet. Benannt ist er nach Baisaq Mämbetuly, einem kasachischen Krieger im 19. Jahrhundert.

## Bevölkerung
Bei der Volkszählung 1999 wurde für Baisaq eine Einwohnerzahl von 2784 Menschen angegeben. Bei der Volkszählung im Jahr 2009 hatte der Ort 3884 Einwohner. Bei der letzten Volkszählung 2021 lebten 5850 Menschen in Baisaq.
| Einwohnerentwicklung               | Einwohnerentwicklung | Einwohnerentwicklung |
| 1999                               | 2009                 | 2021                 |
| ---------------------------------- | -------------------- | -------------------- |
| 2784                               | 3884                 | 5850                 |
| Anmerkung: Volkszählungsergebnisse |                      |                      |